# Arcadio Pardo
Arcadio Pardo Rodríguez (Beasáin, 8 de mayo de 1928 - París, 6 de noviembre de 2021) fue un poeta, editor y profesor español que residió en París desde los años 1950 hasta su muerte y también esporádicamente en la ciudad de Valladolid.

## Biografía
Nació el 8 de mayo del año 1928 en Beasáin, España. Su padre fue José Pardo Díez, del pueblo burgalés de Olmos de la Picaza, y su madre Engracia Rodríguez, nacida en Monzón de Campos (Palencia) pero oriunda de la tierra vallisoletana de Carpio-Pozaldez. En el año 1934 se traslada, junto a su familia, a Madrid y al año siguiente a Valladolid. De 1939 a 1946 cursó la enseñanza secundaria en el Instituto Nacional de Enseñanza Media Zorrilla, bajo el consejo de don Narciso Alonso-Cortés y Rosario Fuentes. En la misma ciudad cursará sus estudios universitarios hasta obtener el grado de Doctor en Lengua y Literatura Española en la Universidad de Valladolid, recibiendo un Premio Extraordinario de Licenciatura.
Finalizada su etapa de estudiante, oposita y obtiene la cátedra de francés en la Escuela de Comercio (1955) y la Cátedra de Enseñanzas Medias (1959). Al año siguiente, abandonará la ciudad de Valladolid al lograr destino en el Liceo Español de París (1960-1980) y en el Lycée International de Saint Germain-en-Laye (1980-1986). No obstante hay discrepancia en las fechas de estancia en París ya que aparece al final del libro de Bernard Sesé -ver obra traducida- el año 1952 como primera fecha de residencia en Francia.
Ha sido Lector en las siguientes universidades francesas: Universidad de Aix-en-Provence, Universidad de la Sorbona, y Universidad de París X Nanterre donde consiguió plaza de Titular.
Murió en París, la madrugada del 6 de noviembre de 2021.

## Obra editorial
Junto con los poetas Manuel Alonso Alcalde y Luis López Anglada, fundó la Revista de Poesía Halcón: el número 1 se editó en septiembre de 1945 y el último número (el 13) en el año 1949. 
Con ellos y con Fernando González creó la Colección de libros de poesía Halcón (1946-1950) reeditada en facsímil por la Fundación Jorge Guillén en el año 2003 -ISBN 84-89707-59-6, ISBN 978-84-89707-59-7.

## Obra publicada

### Obra poética
- 1946 Un tiempo se clausura. Revista 'Halcón'
- 1955 El cauce de la noche. Poemas. Sever Cuesta
- 1957 Rebeldía. Sever cuesta
- 1961 Soberanía carnal. La isla de los Ratones (Reeditado en Poesía diversa 1991)
- 1975 Tentaciones de Júbilo y Jadeo. Rocamador, ISBN 978-84-7205-060-0
- 1977 En cuanto a desconciertos y zozobras. Sever Cuesta. ISBN 978-84-85022-04-5
- 1980 Vienes aquí a morir. Adonais 375, Ediciones Rialp, S.A. ISBN 978-84-321-2035-0 (Texto completo en Google libros) (enlace roto disponible en Internet Archive; véase el historial, la primera versión y la última).
- 1983 Suma de claridades. (edición de autor), ISBN 978-84-300-9155-3
- 1990 Plantos de lo abolido y lo naciente. (edición de autor) ISBN 978-84-404-7700-2
- 1991 Poesía diversa (Tres libros de poemas). Diputación Provincial de Valladolid, ISBN 978-84-7852-047-3
- 1995 35 Poemas seguidos. Fundación Jorge Guillén, Diputación Provincial de Valladolid, ISBN 978-84-7852-953-7
- 1996 Efímera efemérides. Ediciones Endymion. ISBN 978-84-7731-226-0
- 1999 Silva de varia realidad (Archivo de rescates). Diputación Provincial de Granada, ISBN 978-84-7807-254-5
- 2001 Travesía de los confines. Ediciones Tansonville, ISBN 978-84-607-2765-1
- 2005 Efectos de la contigüidad de las cosas. Calima Poesía, Palma de Mallorca 59, ISBN 978-84-96458-06-2
- 2007 El mundo acaba en Tineghir. Adonais 599, Ediciones Rialp, ISBN 978-84-321-3640-5
- 2010 De la lenta eclosión del crisantemo. Calima Ediciones, Palma de Mallorca, ISBN 978-84-96458-55-0
- 2013 Lo fando, lo nefando, lo senecto. Calima Ediciones, Palma de Mallorca, ISBN 978-84-96458-68-0
- 2016 De la naturaleza del olvido. Ediciones de la Isla de Sistolá, Sevilla, ISBN 978-84-16469-98-7
- 2021 Presente y cercanías del presente, Ediciones Universidad de Valladolid, ISBN 978-84-1320-111-5

### Obra crítica, académica y ensayo
- 1988 Denominación y anonimato en unos libros de difuntos
- 1989 La visión del arte español en los viajeros franceses del siglo XIX. Universidad de Valladolid, ISBN 978-84-7762-078-5
- 1989 Introduction à la connaissance de l'Espagne. De la révolution de 1868 à nos jours. Choix de textes
- 1989 Les relations extérieures de l'Espage avec le Portugal, l'Angleterre et la France. Choix de Textes
- 1990 Sobre algunas formas recurrentes en la poesía de Manuel Alonso Alcalde
- 1992 Précis de métrique espagnole (En colaboración con Madeleine Pardo)(Reeditado en 2000).
- 1995 Del Diccionario Histórico de Ceán Bermúdez al Dictionnaire des Peintres espagnols de Frédéric Quilliet
- 1998 Sobre la métrica en la obra poética de Julio Herrera y Reissig (En colaboración con Madeleine Pardo) en "Poesía completa y prosas: edición crítica. Ángeles Estévez (coord.) Editorial Universidad de Costa Rica, 1998, ISBN 84-89666-31-8, 9788489666313, 1379 pp, p. 1083-1165(Texto completo en Google libros).
- 2000 Las poéticas de los otros
- 2001 El endecasílabo con acentos en 6a y 7a sílabas
- 2004 Verso aislado, verso solo, verso poema, in Rhythmica, Año II, 2, 2004, Sevilla (2004)
- 2006 Poesía de lo arcano, Traducción y notas, in Bernard Sesé, Antología Poética
- 2006 El caso del endecasílabo agudo, in Rythmica, Revista española de métrica comparada, Año III-IV, 2006, 3-4, pp.209-251
- 2008 Los años de Fernando González en Valladolid. La inmersión castellana en su poesía, Estudios canarios. Anuario del Instituto de estudios canarios, La Laguna - Tenerife, L-LI, 2008, pp. 643-656.

### Obra como traductor
- 1977 La escritura poética de Miguel Hernández. Chevallier, Marie. Siglo XXI de España editores S.A ISBN 978-84-323-0270-1
- 1978 Los temas poéticos de Miguel Hernández. Chevallier, Marie. siglo XXI de España editores S.A. ISBN 978-84-323-0318-0
- 2006 Antología poética. Poesía de lo arcano. Sesé, Bernard. Adonais 592, Ediciones Rialp, S.A. ISBN 978-84-321-3611-5(Texto incompleto en Google libros) (enlace roto disponible en Internet Archive; véase el historial, la primera versión y la última).

## Premios
- 1982 - Premio de Poesía José Luis Núñez (Sevilla), por el libro Suma de claridades.
- 2015 - Premio Castilla y León de las Letras, ex aequo con el poeta berciano Luis López Álvarez.[8]

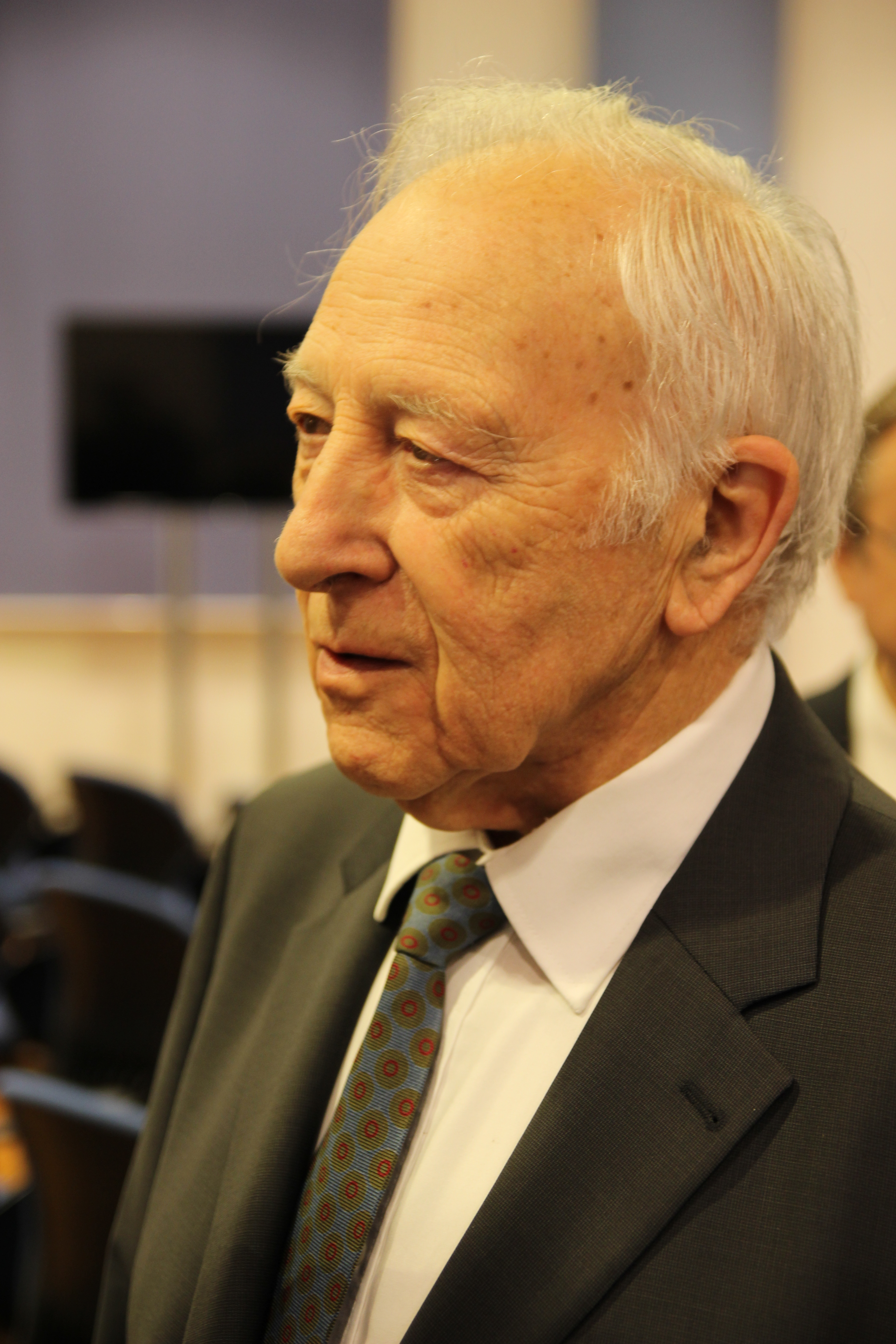
Arcadio Pardo Rodríguez en la Facultad de Filosofía y Letras de la Universidad de Valladolid el 17 de mayo de 2018.